# Сарухан-бей
Сарухан-бей (тур. Saruhan Bey) — основатель династии Саруханогуллары или Саруханидов, которая в 1300—1413 годах правила анатолийским бейликом (эмиратом), носившим название бейлик Саруханогуллары или бейлик Сарухан. Завоевание столицы бейлика, Манисы, Саруханом вошло в народные предания и стало основой городского праздника.

## Биография

### Происхождение
Под напором монголов в Анатолию из Средней Азии перекочёвывали тюркские племена. В 1229 году к анатолийской границе сельджукского государства вместе с хорезмшахом Джелалэддином Мангуберди пришло войско из Хорезма. После того, как в 1230 году оно было разбито Алаэддином Кей-Кубадом I, сопровождавшие Джелалэддина в походе воины обосновались в Анатолии, поступив на службу к сельджукам. По словам Ибн Биби среди них был военачальник Сарухан из Хорезма, который в 1231 году перешёл на службу к Алаэддину Кейкубаду. После смерти Алаэддина Кейкубада Ибн Биби упоминает пребывание Сарухана в районе Эрзурума, а затем его след теряется. Есть также данные, что Сарухан был "выходцем из Гермияна", а согласно Али Языджизаде (переводчик труда Ибн Биби) Айдын, Сарухан, Ментеше, Теке и  Осман подчинялись Хамидоглу Дюндару-бею. Согласно Караманнаме Шикари (истории Караманидов) Сарухан был капиджибаши (телохранителем) у монголов и сельджуков, а затем был послан с посольством к Караманоглу и остался у бея мирахуром.  
У этого Сарухана был сын Альпаги (другие варианты написания — Альп-Агы, Альпагу). У Альпаги было три сына: Сарухан, Чига-бей, Али-паша. Вероятно, cыновья Альпаги также служили сельджукам. Мехмед Нешри и другие османские авторы называют Сарухана, сына Альпаги, одним из нукеров султана Масуда II и сельджукским удж-беем.
Согласно историку Ф. Эмеджену, «Альпаги», скорее всего, не личное имя, а военный титул. Именование отца Сарухана «Альпаги» было ошибочным прочтением надписей.
Альтернативную версию высказал турецкий историк С. Дивитчиоглу, предположив половецкое происхождение основателя бейлика на основе анализа топонимов в регионе.

### Образование бейлика
Основание Саруханом, сыном Альпаги, бейлика турецкий медиевист Ф. Эмеджен относил к 1290-м годам. Скорее всего речь идёт об удже, который позднее стал основой территории бейлика. Примерно в 1299—1300 годах в Анатолии сложилась ситуация, когда формальный сюзерен, Конийский султанат, разрушаемый изнутри усобицами после смерти Масуда II, не имел сил удерживать своих уджбеев. Сарухан расширял свою территорию, сражаясь против византийцев. Как писал Никифор Григора:
Всю землю, сколько ее находилось в Азии под властью римлян, турки по общему согласию и жребию разделили между собою. Карман Алисурий получил большую часть Фригии, также земли, простирающиеся от самой Антиохии, находящейся при реке Меандре, до Филадельфии и соседних с нею мест. Другой турок, по имени Сархан, получил земли, простирающиеся оттуда до Смирны и приморских мест в Ионии.

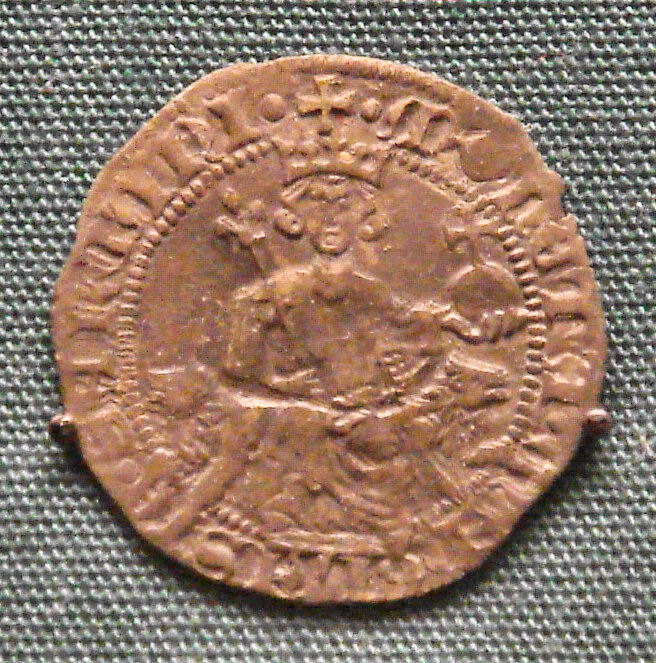
Серебряный джильято Сарухана.

В самом начале 1300-х годов Сарухан дошёл до окрестностей Манисы и блокировал её. В 1302 году на помощь городу выступил Михаил IX Палеолог, сын и соправитель Андроника II. Он прибыл с армией в Манису и выступил против войск беев Карасы и Сарухана. Он был разбит, армия была обращена в бегство. Андронику II пришлось обратиться за помощью к наёмникам-каталонцам. В 1302 году каталонцы освободили Филадельфию от осады тюрок, заставив их отойти. Согласно Франсиско де Монкада «турок Саркано» осмелился напасть на каталонцев, но «быстро заплатил за свою смелость и безумие», потому что испанцы были «настолько оскорблены смелостью этого варвара, и так быстро обрушились на него и его людей, что, хотя он хотел отступить, ему пришлось сражаться, чтобы бежать». Хотя каталонцам удалось разбить силы бейликов Гермиян, Сарухан и Айдын, но закрепить победу надолго Византия не смогла: каталонцы были мало управляемы, они грабили и византийские территории. Конфликт наёмников с нанимателем вылился в борьбу на территории Фракии, и они ушли из Анатолии. После этого бейлики быстро вернули потерянные территории и опять вышли к морю. По словам османского историка Энвери, Сарухан объединился с беями Айдыногуллары в морских рейдах на территории Эгейского региона, время от времени в этот альянс вступали беи Ментешеогуллары. Начиная с 1305 года эгейские бейлики стали совершать набеги на европейские территории Византии, однако, не захватывая их. Тюрок интересовала лишь добыча. В результате этих рейдов в Манисе образовался рынок рабов. Как писал Джованни Виллани:
турки на своих военных судах овладели господством на море и захватили и разграбили большинство островов Архипелага. <...> турки каждый год снаряжали флот в пятьсот-восемьсот больших и малых судов и делали набеги на все острова Архипелага, грабя и опустошая их. Многих женщин и мужчин они уводили в рабство, а остальных делали своими данниками.
Столицей бейлика была Маниса, которую Сарухан смог захватить в промежутке между 1310 и 1313 годами. Нет данных ни о точной дате этого события, ни об обстоятельствах захвата, кроме народных повествований. То, что завоевание Манисы относят к 1313 году не основано на источниках. Имя Сарухана начало появляться в византийских источниках именно в связи с завоеванием Манисы. В завоевании Манисы принимали участие братья Сарухана — Чуга и Али. Немного позже, в 1315 году, Али-паша захватил у византийцев Ниф, присоединив его к бейлику и управляя им с согласия Сарухана. Чуга-бею и его потомкам Сарухан отдал в управление Демирчи.
Сарухан облагал данью генуэзцев на Лесбосе, Фокее, Наксосе и Хиосе. Знаменитый путешественник Ибн Батута, посетивший Манису в  733 году, сообщал, что Фокея платила Сарухану каждый год дань. Ежегодно правитель Фокеи посещал Сарухана и доставлял ему дань в размере пятнадцати тысяч акче (или 500 золотых) и персональные подношения бею на сумму 10 тысяч серебряных монет.
Шихабуддин аль-Умари, современник Сарухана, писал, что у Сарухан-бея было пятнадцать городов, двадцать замков, 10 000 всадников много судов в море, и что были солдаты, которые постоянно были в море. У брата Сарухана, Али-бея, который правил в Нифе, также было восемь городов, тридцать замков и 8000 лошадей. Согласно Ибн Баттуте и аль-Умари Маниса была богата водными ресурсами, окружена реками. Равнина Манисы была покрыта садами.

### Отношения с соседними правителями
В связи с действиями Орхана против византийцев Андроник III в 1329 году заключил союз с Саруханом и Умуром . Византийцам требовалась помощь против Орхана и генуэзцев, а Сарухан, вероятно, намеревался наказать жителей Фокеи, переставших платить дань. Одержав с помощью тюрок победу над Мартино Дзаккариа в Хиосе, Андроник III решил установить контроль над Новой Фокеей. В Новой Фокее правителем был генуэзец Андреoлo Катaнeo, который успешно сопротивлялся тюркам. «Много вреда причинил он туркам»,— писал о нём Журден де Северак.
Три эгейских бейлика — Сарухан, Айдын и Карасы — находились в тесных отношениях и действовали в согласии друг с другом. Они действовали как будто в конфедерации. Несмотря на случавшиеся между ними разногласия, политика этих трёх эмиратов как в отношении латинян, так и в отношении византийцев была единой. Одинаковыми были их взаимоотношения и с беями Османского бейлика. В августе 1331 года Умур с сыном Сарухана, Тимур-ханом, попытался совершить набег на Фракию. Натолкнувшись на императора с армией они вступили в переговоры и отступили. В 1332 году Айдын и Сарухан разграбили Эрибоз и Семадирек. В начале февраля 1334 года (в начале 1335 года) 276 кораблей Умура и Сулеймана Саруханоглу совершили набег на Монемвасию, разорили Морею, дойдя до Мистры. Однако завершение рейда оказалось неудачным — корабль Сулеймана наскочил на скалу и подвергся нападению 10 галер противника. В следующем году Сулейман упоминается как пленник в Новой Фокее. В 1334 году корабли Сарухана и Айдына находились во флоте Яхши Карасыоглу, который был уничтожен в Эдремите в 1334 году.
В это время Лесбос принадлежал Византии. В начале года Доменико Каттанео, сеньор Фокеи, захватил столицу Лесбоса Митилену и намеревался покорить весь остров. В мае 1335 год император Андроник III с византийским флотом отплыл к Митилене. Оставив Алексея Филантропена осаждать остров, император направился к Новой Фокее. Никифор Григора и Иоанн Кантакузин писали, что  в Фокее император «вызывал турка, который оккупировал окружающую страну», то есть Сарухана. В то же время  Сарухан-бей и Умур тоже нуждались в содействии в спасении из плена двадцати четырёх молодых тюрок вместе с Сулейманом Саруханоглу. Андроник начал осаду замка Фокеи и с суши, и с моря. Сарухан предоставил императору флот из 24 судов, войско и снабжал продовольствием. Сопротивление Новой Фокеи продолжалась до декабря 1336 года, когда генуэзцы сдались на условиях, предложенных Иоанном Кантакузином. Эти условия, в частности, предусматривали возвращение Лесбоса Византии и освобождение Сулеймана Саруханоглу и других заложников.
После смерти Андроника III летом 1341 года Яхши Карасыоглу и Сарухан планировали набег на Фракию. Иоанн Кантакузин заключил мир с Орханом Гази, сумел разбить Яхши и отправил флот против Сарухана.
Отношения с беями Гермияна были недружественными, в 1341 году бей Гермияна пытался вступить в союз с византийцами против Сарухана.

### Сулейман Саруханоглу
Во время гражданской войны в Византии Кантакузину пришлось просить помощи Умура против болгар. В начале 1343 года Умур и Сулейман Саруханоглу на 300 кораблях в сопровождении поднялись вверх по течению Марицы и спасли семью Кантакузина, осаждённую болгарами в Дидимотике (согласно К. Жукову это было зимой 1341—1342 годов).
Против морских пиратов, особенно потив Умура, была создана христианская лига. Флот лиги отплыл весной 1344 года, и в начале кампании, в мае, крестоносцы одержали над флотом Умура значительную победу. В гавани Паллини на западной части полуострова Халкидики союзный флот уничтожил более 50 айдынских судов. По словам Иоанна Кантакузина, латинский флот из 24 кораблей неожиданно атаковал шестьдесят судов Умура в гавани и захватил их. Войска Умура спасались на земле, а латиняне разобрали захваченные турецкие корабли и сожгли их. Умур остался без флота и обратился к Сарухану, поскольку обещал помощь своему другу Кантакузину в Румелии. Чтобы достичь согласия, Умур-бей отдал Сарухану спорный участок земли, который тот хотел получить, после чего в мае 1345 года сын Сарухана Сулейман с Умуром и с силой в двадцать тысяч человек прошёл через земли Карасы и отплыл из Чанаккале во Фракию. Возможно, вместе с ними был Сулейман Карасыоглу.
Летом 1345 года они принимали участие в походе против Момчила и захватили множество людей и скота. Их армия встретилась с армией Момчила и одержала победу, но вскоре Сулейман, сын Сарухана, в дороге заболел и умер в окрестностях Кучукчекмедже, в Македонии. Чтобы не портить отношений с Саруханом, Умур закончил кампанию во Фракии и доставил забальзамированное тело Сулеймана Сарухану для похорон, а затем вернулся в Смирну и продолжил осаду портовой крепости. По словам Кантакузина, Умура обвиняли в смерти Сулеймана, поскольку Умур лечил друга вином.
Смерть Сулеймана ухудшила отношения Сарухана и Умура и разорвала альянс бейликов. Анна Савойская воспользовалась этой ституацией и с целью заключения союза осенью 1346 года отправила в Манису посланника — Георгия Тагариса.
По словам Кантакузина, Тагариса послали к бею Сарухана, поскольку Тагарис ранее жил в Филадельфии и дружил с отцом бея. Значит, к этому моменту Сарухан уже не был беем, пока делегация добиралась Манисы, Сарухану наследовал сын, Ильяс. В связи с этим выдвигались предположения, что, возможно, Сарухан-бей скончался в  746/ 747 (1345/46). Но согласно сохранившимся генуэзским документам Сарухан умер после 1348 года. Захоронение Сарухана находится в Манисе и не содержит даты в надписи.
В первый день Рамадана  733 года (16 мая 1333 года) Ибн Баттута приехал в Манису. Он застал Сарухана с женой молящимися у могилы их сына, который умер два или три месяца назад. Известно, что сыновей Сарухана звали Сулейман, Ильяс, Орхан, Девлет Хан и Тимур. Тимур и Сулейман скончались при жизни Сарухана.

## Ночь намаза
Согласно народным преданиям Маниса была завоевана византийцами в ночь 4 Раджаба  713 года (25 ноября 1313 года), когда наступила Ночь желаний (тур. Regā’ib  gecesi, Regā’ib kandili). Поэтому Ночь желаний в Манисе всегда отмечалась с особым размахом. Этот праздник в городе назывался «Ночь Намаза» (тур. Namaz Gecesi) или «Ночь фейерверков» (тур. Çıtır Pıtır Gecesi).
Согласно легенде в Ночь желаний войско Сарухана-бея находилось к востоку от города. Сарухан велел прикрепить свечи или факелы на рога коз и направить их к стенам города с трёх других сторон после наступления темноты, как будто это движутся нападающие. Византийцы открыли восточные ворота для вылазки, и солдаты Сарухана ворвались в город. Битва длилась всю ночь, а к утру византийцы обратились в бегство. Они бежали в западную сторону от города, а нападавшие преследовали их. Во премя преследования закричали петухи, и преследователи остановились. По легенде то место, где они услыхали петуха, с тех пор называлось «Horozköy» — петушиная деревня, а место, где византийцы были разбиты, стало называться «Kırık» — слом.
Важными элементами праздника являлись фонарь и свеча внутри него. Размер фонарей колебался от полу до полутора метра. Свеча висела в углу комнаты для гостей в течение года до следующего праздника. Кроме свечей зажигали масляные лампы, в более позднее время стали использовать бенгальские огни и фейерверки. Из-за этого в 1970-х годах церемония была запрещена по соображениям безопасности.
Элементами праздника являлись белая твёрдая кунжутная халва и хрустящая выпечка. К этому празднику жители Манисы приурочивали помолвки.

## Комментарии
1. ↑  Ибн Биби называл военачальников Джелаледдина, перешедших на службу к Алаэддину Кейкубаду Кирман (Кайирхан), Бекерет, Йиланбога, Джанбирды, Сарухан и Гючлюхан. 
Кейкубад в  629/1232 году дал Кайирхану Эрзинджан, Берекету Амасью , Гючлюхану Ларенду  и Йиланбоге Нигде. 

После смерти Алаеддина Кейкубада положение всех бывших хорезмских военачальников изменилось, а после смерти Кайирхана большинство ушло в Сирию[4].